# Tổng giáo phận Bucharest
Tổng giáo phận Bucharest (tiếng Romania: Arhidieceza de București; tiếng Latinh: Archidioecesis Bucarestiensis) là một tổng giáo phận đô thành của Giáo hội Latinh trực thuộc Giáo hội Công giáo Rôma ở România.
Tòa tổng giám mục và nhà thờ chính tòa của tổng giáo phận được đặt tại Bucharest. Ioan Robu là tổng giám mục từ năm 1990 đến khi từ nhiệm vào ngày 21/11/2019. Trước đó ông là Giám quản Tông tòa từ ngày 25/10/1984. Người kế nhiệm ông là Aurel Percă. Trước khi nhận chức vụ này, ông là Giám mục phụ tá Iaşi.

## Lịch sử
Tổng giáo phận được thành lập vào ngày 27/4/1883. Công giáo đã phát triển tại đây ít nhất là kể từ thế kỉ 18, nhưng đến tận năm 1847 giám mục Josephus Molajoni mới có thể bắt đầu hoạt động tại đây. Người kế nhiệm ông, Angelus Parsi, đã xây dựng lại tòa giám mục sau khi nó bị phá hủy bởi một vụ cháy vào năm 1847, và vào năm 1852 ông đã đưa các nữ tu người Anh đến đây, năm 1861 mở trường dòng La San. Năm 1863 Giám mục Parsi được kể niệm bởi Josephus Pluym, người đã là Đại diện Tông tòa Constantinople từ năm 1869, tiếp sau là Ignatius Paoli.
Sau khi Vương quốc România được thành lập vào năm 1881, một phong trào được chỉnh phủ khởi xướng nhằm tách rời các chính thể Công giáo khỏi sự kiểm soát của một giám mục ngoại quốc, và chính phủ đã đàm phán nhiều với Rôma. Hai năm sau, Giáo hoàng Lêô XIII nâng cấp Hạt Đại diện Tông tòa Wallachia thành một tổng giáo phận,với tòa giám mục đặt tại Bucharest và không thuộc một giáo tỉnh nào, theo nghĩa khác là chịu sự quản lí trực tiếp của Tòa Thánh.

## Thông tin cơ bản
Tổng giáo phận có diện tích 91.120 kilômét vuông. Ngoài vùng thủ đô Bucharest, tổng giáo phận còn phụ trách các vùng Wallachia (Oltenia, Muntenia và Dobruja)—các hạt Mehedinți, Gorj, Dolj, Vâlcea, Olt, Argeș, Teleorman, Dâmbovița, Giurgiu, Prahova, Ilfov, Buzău, Ialomița, Călărași, Brăila, Tulcea và Constanța, trong đó 0,9% dân số theo Công giáo, với Bucharest chiếm nhiều giáo xứ nhất. Số người Công giáo trong tổng giáo phận đa số là người România.